# Gare de Tongres
La gare de Tongres (en néerlandais station Tongeren) est une gare ferroviaire belge de la ligne 34 de Liège à Hasselt, située à proximité du centre-ville de Tongres, en Région flamande dans la province de Limbourg.
Elle est mise en service en 1863 par la Compagnie du chemin de fer Liégeois-Limbourgeois. C'est une gare de la Société nationale des chemins de fer belges (SNCB) desservie par des trains InterCity (IC), Suburbains (S) et Heure de pointe (P).

## Situation ferroviaire
Établie à 94 mètres d'altitude, la gare de Tongres est située au point kilométrique (PK) 27,10 de la ligne 34, de Liège à Hasselt, entre les gares ouvertes de Glons et de Bilzen.

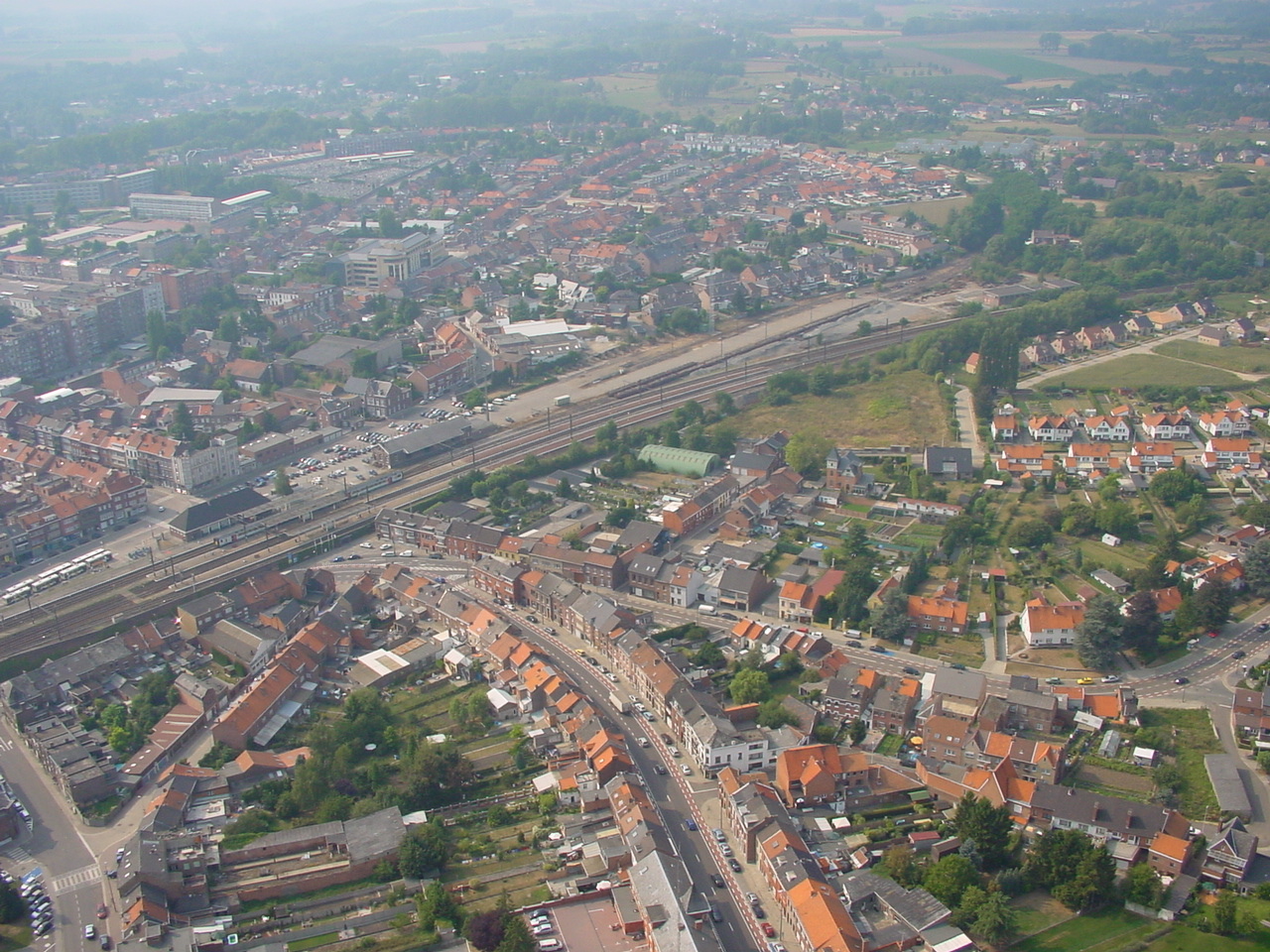
Gare et voies vues du ciel.

## Histoire
La station de Tongres est mise en service le 10 novembre 1863 par la Compagnie du chemin de fer Liégeois-Limbourgeois lorsqu'elle met en service le tronçon de Y Beverst à Tongeren de sa ligne qui rejoint la frontière entre la Belgique et les Pays-Bas près d'Eindhoven.
Un bâtiment de style néo-renaissance flamande fut érigé à la fin du XIXe siècle.
Ce bâtiment fut détruit lors du bombardement de la ville par les Allemands en mai 1940.
Un nouveau bâtiment le remplace en 1956. Il s'agit d'un édifice sans étages, de style traditionnel en briques possédant un haut toit à croupes. De grandes baies éclairent l'entrée et la salle des pas perdus.

## Service des voyageurs

### Accueil
Gare SNCB, elle dispose d'un bâtiment voyageurs, avec guichet, ouvert tous les jours. Des aménagements, équipements et services sont à la disposition des personnes à la mobilité réduite. Un buffet est installé en gare.

### Dessertes
Tongres est desservie par des trains InterCity (IC), Suburbains (S) et d'heure de pointe (P) de la SNCB (voir brochure de la ligne 34).

#### Semaine
Tongres possède deux dessertes cadencées à l'heure : des trains IC-20 reliant Gand-Saint-Pierre à Tongres via Bruxelles, Aarschot et Hasselt (sans arrêt à Louvain) et des trains S43 de Hasselt à Liège et Maastricht.
Des trains supplémentaires se rajoutent en heure de pointe :
- deux trains IC-08 d'Anvers-Central à Tongres via Malines, Brussels-Airport-Zaventem, Louvain, Aarschot et Hasselt (le matin, retour l’après-midi) ;
- deux trains P de Tongres à Bruxelles-Midi, via Aarschot et Hasselt sans arrêt à Louvain (le matin, retour l’après-midi) ;
- un train P de Tongres à Hasselt, le soir.

#### Week-end et fériés
La desserte est uniquement constituée de trains IC-09 reliant Anvers-Central à Liège-Guillemins via Lierre, Aarschot, Hasselt et Liers.

### Intermodalité
Un parc pour les vélos et un parking pour les véhicules y sont aménagés. Elle est desservie par des bus.

## Comptage voyageurs
Ce graphique et tableau montre le nombre de voyageurs embarquant en moyenne durant la semaine, le samedi et le dimanche.
| Nombre de passagers qui embarquent à la gare de Tongres | Nombre de passagers qui embarquent à la gare de Tongres | Nombre de passagers qui embarquent à la gare de Tongres | Nombre de passagers qui embarquent à la gare de Tongres |
|                                                         | Semaine                                                 | Samedi                                                  | Dimanche                                                |
| ------------------------------------------------------- | ------------------------------------------------------- | ------------------------------------------------------- | ------------------------------------------------------- |
| 1977                                                    | 726                                                     | 132                                                     | 107                                                     |
| 1978                                                    | 550                                                     | 112                                                     | 139                                                     |
| 1979                                                    | 551                                                     | 136                                                     | 128                                                     |
| 1980                                                    | 479                                                     | 85                                                      | 83                                                      |
| 1981                                                    | 450                                                     | 99                                                      | 105                                                     |
| 1982                                                    | 492                                                     | 102                                                     | 116                                                     |
| 1983                                                    | 430                                                     | 104                                                     | 80                                                      |
| 1984                                                    | 445                                                     | 142                                                     | 151                                                     |
| 1985                                                    | 487                                                     | 163                                                     | 227                                                     |
| 1986                                                    | 440                                                     | 155                                                     | 185                                                     |
| 1987                                                    | 384                                                     | 155                                                     | 191                                                     |
| 1988                                                    | 474                                                     | 171                                                     | 305                                                     |
| 1989                                                    | 437                                                     | 166                                                     | 249                                                     |
| 1990                                                    | 457                                                     | 211                                                     | 278                                                     |
| 1991                                                    | 446                                                     | 216                                                     | 266                                                     |
| 1992                                                    | 584                                                     | 222                                                     | 300                                                     |
| 1993                                                    | 465                                                     | 265                                                     | 313                                                     |
| 1994                                                    | 596                                                     | 232                                                     | 348                                                     |
| 1995                                                    | 512                                                     | 268                                                     | 380                                                     |
| 1996                                                    | 562                                                     | 329                                                     | -                                                       |
| 1997                                                    | 640                                                     | 280                                                     | -                                                       |
| 1998                                                    | 619                                                     | 244                                                     | 412                                                     |
| 1999                                                    | 493                                                     | 215                                                     | 300                                                     |
| 2000                                                    | 691                                                     | 268                                                     | 326                                                     |
| 2001                                                    | 587                                                     | 258                                                     | 298                                                     |
| 2002                                                    | 541                                                     | 237                                                     | 312                                                     |
| 2003                                                    | 544                                                     | 220                                                     | 324                                                     |
| 2004                                                    | 515                                                     | 220                                                     | 280                                                     |
| 2005                                                    | 558                                                     | 235                                                     | 346                                                     |
| 2006                                                    | 605                                                     | 248                                                     | 356                                                     |
| 2007                                                    | 691                                                     | 268                                                     | 342                                                     |
| 2008                                                    | -                                                       | -                                                       | -                                                       |
| 2009                                                    | 784                                                     | 278                                                     | 311                                                     |
| 2010                                                    | -                                                       | -                                                       | -                                                       |
| 2011                                                    | -                                                       | -                                                       | -                                                       |
| 2012                                                    | 698                                                     | 294                                                     | 391                                                     |
| 2013                                                    | 942                                                     | 377                                                     | 386                                                     |
| 2014                                                    | 812                                                     | 328                                                     | 404                                                     |
| 2015                                                    | 1 032                                                   | 358                                                     | 434                                                     |
| 2016                                                    | 688                                                     | 193                                                     | 275                                                     |
| 2017                                                    | 620                                                     | 225                                                     | 314                                                     |
| 2018                                                    | 679                                                     | 240                                                     | 242                                                     |
| 2019                                                    | 680                                                     | 175                                                     | 191                                                     |
| 2020                                                    | 526                                                     | 214                                                     | 278                                                     |
| 2021                                                    | -                                                       | -                                                       | -                                                       |
| 2022                                                    | 693                                                     | 265                                                     | 330                                                     |
| 2023                                                    | 833                                                     | 362                                                     | 315                                                     |
| 2024                                                    | 718                                                     | 351                                                     | 340                                                     |

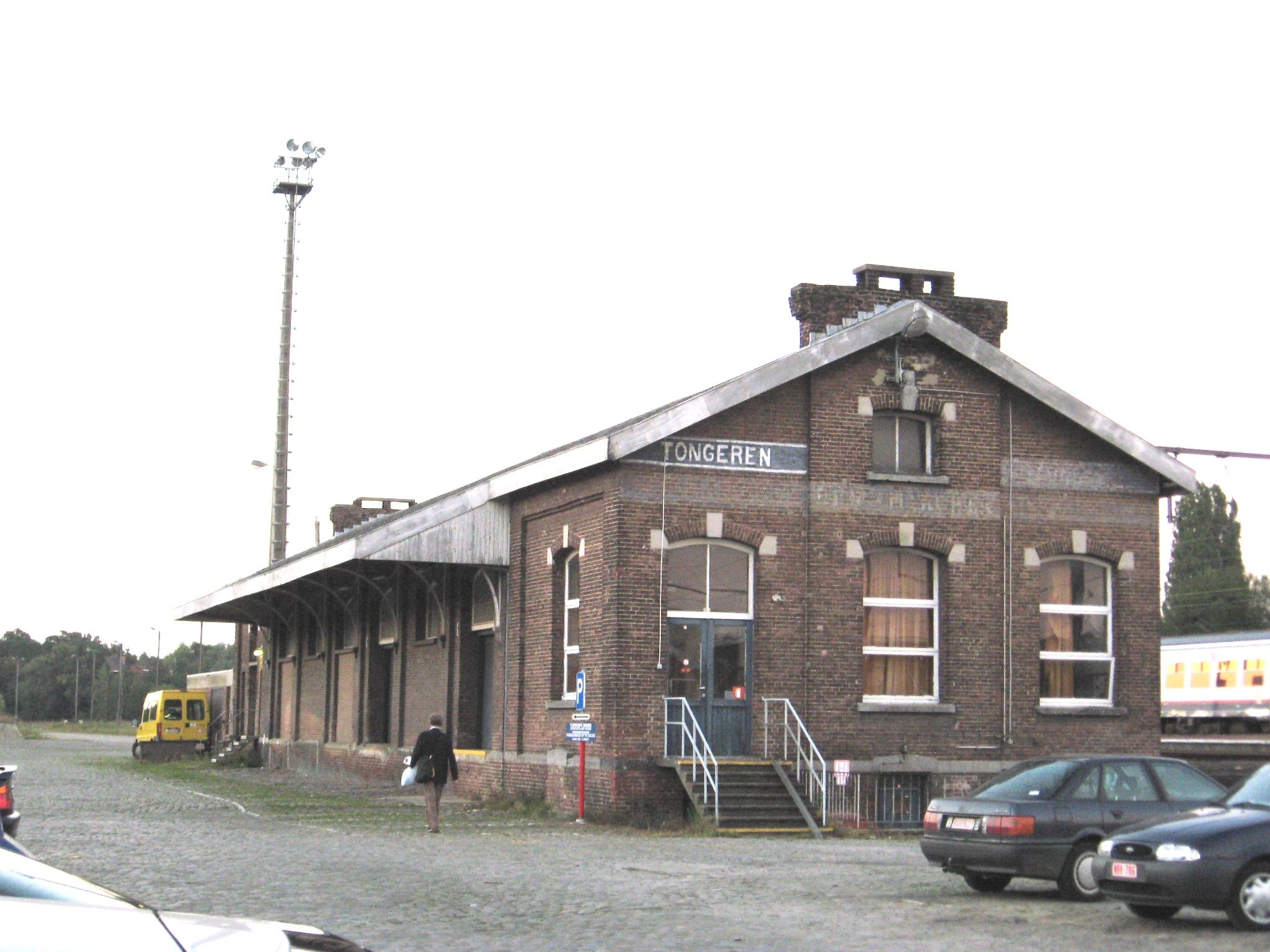
Ancienne halle à marchandises
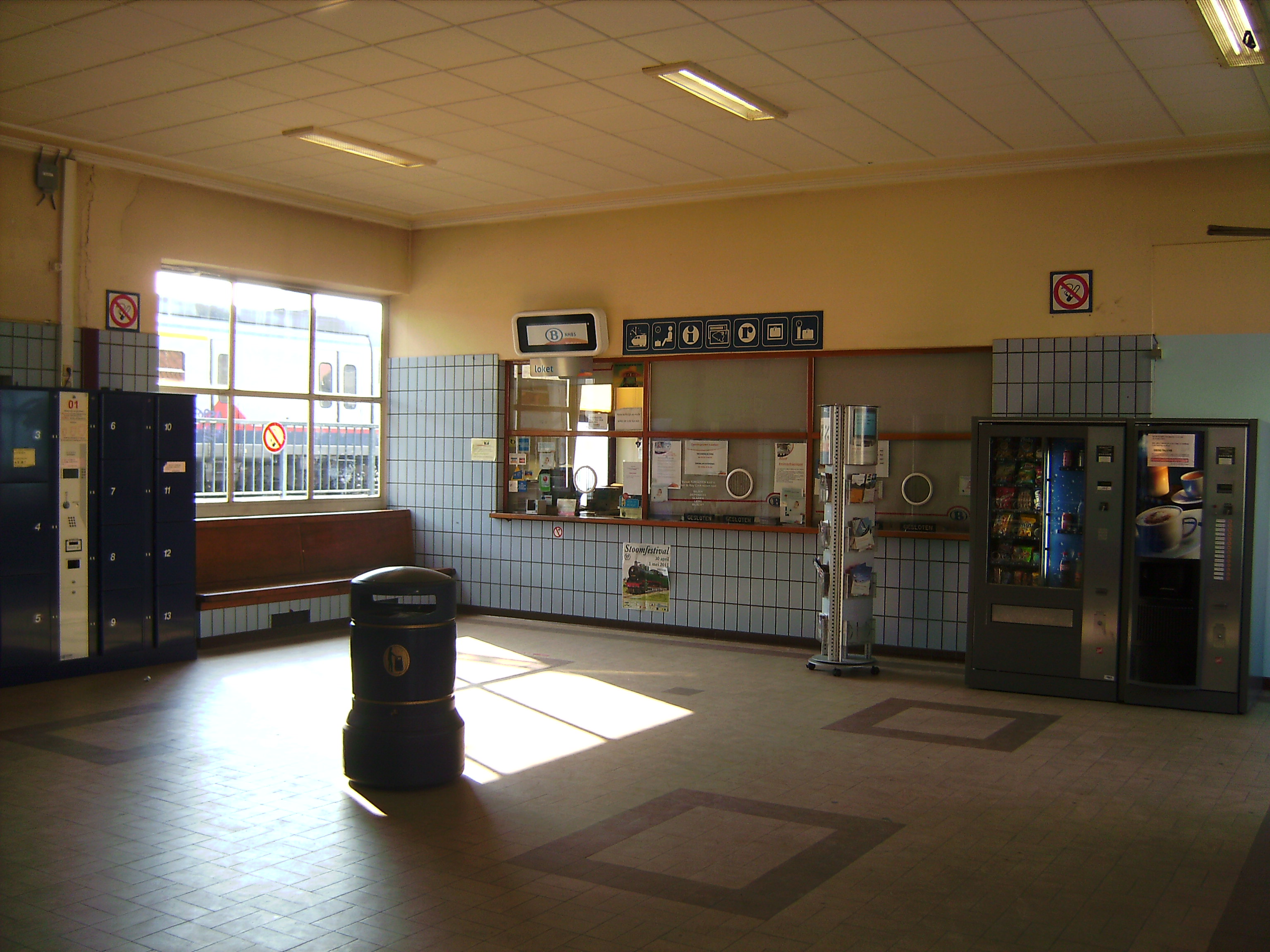
Hall et guichets
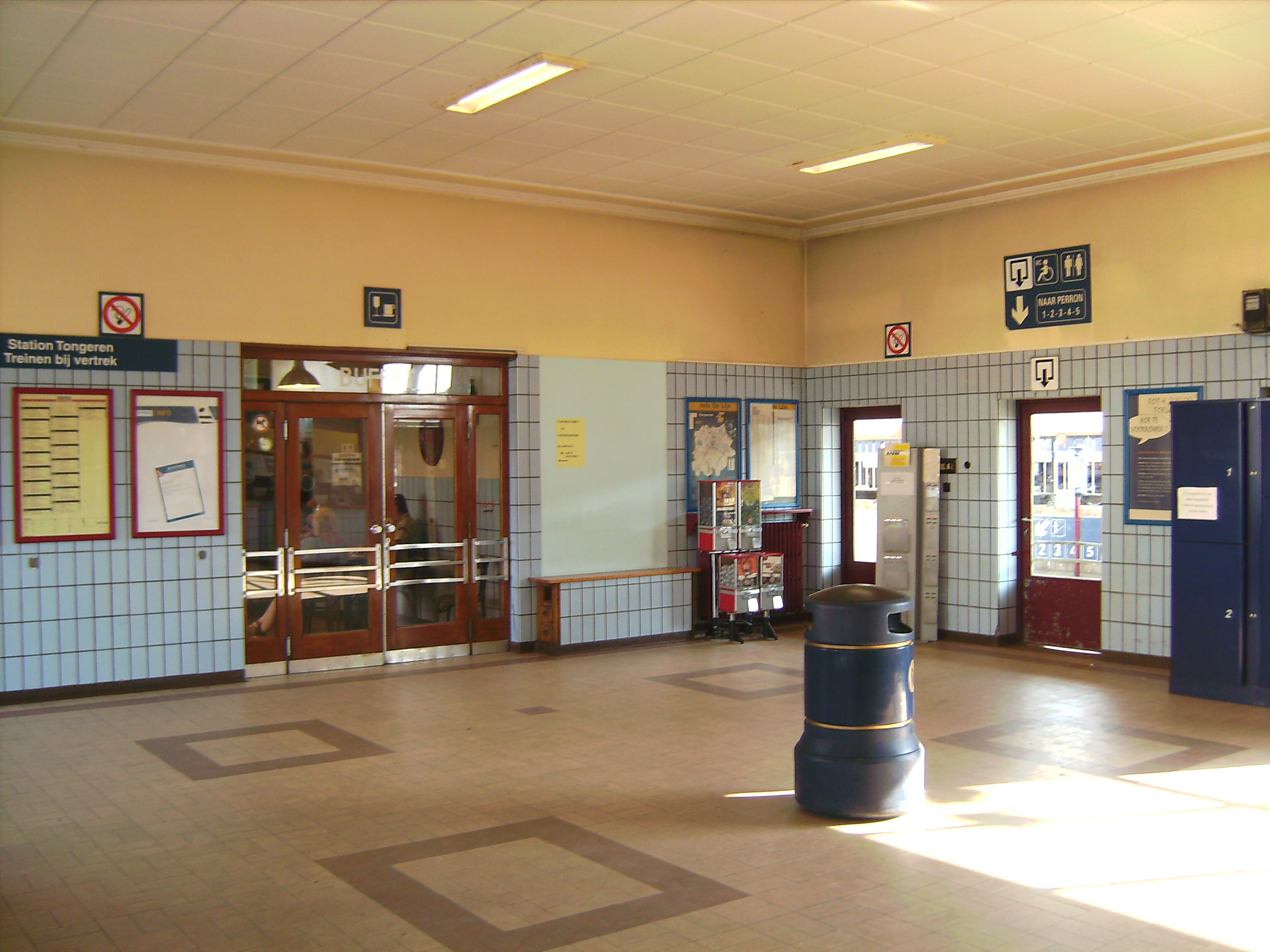
Hall, accès buffet et quais
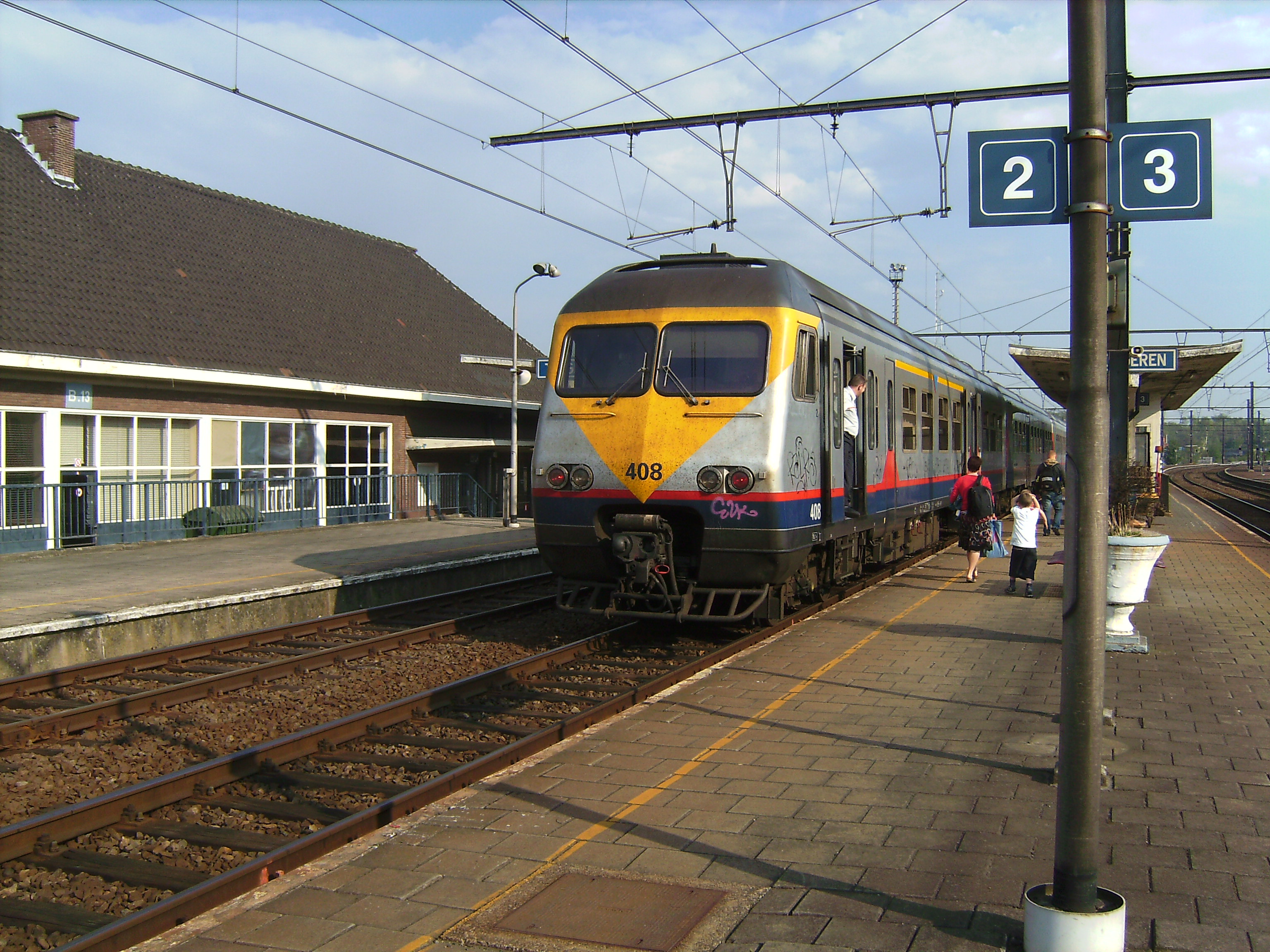
Intérieur de la gare et train